# Германия на «Евровидении-1997»
Германия участвовала в сорок втором выпуске телевизионного конкурса песни Евровидение-1997, который состоялся 3 мая в театре Пойнт в Дублине, Ирландия. Страну представляла Бьянка Шомбург с песней Zeit, написанной известным творческим тандемом композитора Ральфа Сигеля и поэта Бернда Майнунгера. Германия вернулась на Евровидение после вынужденного годового перерыва, связанного с провалом их заявки Planet of Blue на предварительном аудиоотборе, введённом Европейским вещательным союзом с целью сократить количество изъявляющих желание стран участвовать в конкурсе. По итогам голосования Бьянке Шомбург удалось заработать 22 очка и занять 18-е место, разделив данную позицию с Альмой Чарджич из Боснии и Герцеговины. Несмотря на плохой результат, Германия была допущена к участию на Евровидение-1998 с песней Guildo hat euch lieb! в исполнении Гильдо Хорна. Конкурс был показан на канале Das Erste с комментариями Петера Урбана. Глашатаем, объявлявшем очки немецких телезрителей, была Кристина Мэнц.

## До «Евровидения»
Немецкий национальный финал Der Countdown läuft состоялся 27 февраля 1997 года в Любеке. Ведущим был Йенс Рива. Девять песен участвовало в отборе. Победитель был определён путём телеголосования. Очки телезрителей конвертировались в проценты, которые затем выводились на экран при объявлении окончательных результатов. По итогам голосования победу одержала Бьянка Шомбург с песней Zeit. Она набрала 40,2% голосов. Второе место досталось Леону с песней Schein (meine kleine Taschemlampe), который попытался представить Германию на Евровидение-1996. Он набрал 13% голосов. На третьем месте оказалась Мишель с песней Im Auge des Orkans. Она набрала 11,8% голосов. Позднее Мишель будет представлять Германию на Евровидение-2001 с композицией Wer Liebe lebt.
| Порядковый номер | Исполнитель      | Название песни                     | Автор(ы)                                 | Процент телеголосования | Место |
| ---------------- | ---------------- | ---------------------------------- | ---------------------------------------- | ----------------------- | ----- |
| 1                | Verliebte Jungs  | Ich bin solo                       | Кристоф Саймонс, Боб Арнц, Райнер Хёрниг | 1,8%                    | 9     |
| 2                | Микаэла          | Es lebe die Liebe                  | Уэйн Моррис, Сабина Моррис               | 9,3%                    | 5     |
| 3                | Джина            | Kein "bitte verzeih' mir           | Петер Хофф, Майк Бордт                   | 5,8%                    | 6     |
| 4                | All About Angels | Engel                              | Ральф Сигель, Бернд Майнунгер            | 4,3%                    | 7     |
| 5                | Мишель           | Im Auge des Orkans                 | Жан Франфуртер, Ирма Хольдер             | 11,8%                   | 3     |
| 6                | Леон             | Schein (meine kleine Taschemlampe) | Ханне Халлер, Бернд Майнунгер            | 13%                     | 2     |
| 7                | Бьянка Шомбург   | Zeit                               | Ральф Сигель, Бернд Майнунгер            | 40,2%                   | 1     |
| 8                | Вивека           | Komm zurück                        | Мартин де Врис, Роланд Гётц              | 2,5%                    | 8     |
| 9                | Анке Лаутенбах   | Zwischen Himmel und Erde           | Томас Натщински, Инге Бранонер           | 11,4%                   | 4     |

## На «Евровидении»
В 1997 году Европейский вещательный союз внёс изменения в правила касательно квалификации стран. Согласно новым правилам, к конкурсу допускаются страна-победительница Евровидение-1996 и страны, имевшие высокий средний балл за предыдущие четыре конкурса. Средний балл Германии за предыдущие участия составил 49 баллов, что позволило допустить их к участию. Перед конкурсом РТЭ объявило, что Германия является одним из фаворитов, наряду с Великобританией, Ирландией, Италией и Эстонией. Букмекеры поставили Бьянку Шомбург на четвёртое место. В Дублине певица выступила под номером 11, между Испанией и Польшей. К сожалению, прогнозы букмекеров не оправдались. Германия заняла лишь 18-е место, набрав 22 очка. Данный итог был разделён с Боснией и Герцеговиной. Хотя Германии грозил вылет из конкурса 1998 года, благодаря бойкоту Италии стране удалось занять освободившееся место и продолжить участие на Евровидение. Данное решение в дальнейшем привело к формированию клуба «большой четвёрки», состоявшей из четырёх крупнейших инвесторов Европейского вещательного союза, включая Германию, и автоматически проходящей квалификацию на финал.
Помимо прочего, Германия стала одной из пяти стран, на которой была апробирована новая процедура телеголосования. В результате этой процедуры немецкие телезрители присудили 12 баллов Турции. Россия не присудила Германии ни одного очка.

### Голосование
| Очки      | Страна                          |
| --------- | ------------------------------- |
| 12 баллов |                                 |
| 10 баллов |                                 |
| 8 баллов  |                                 |
| 7 баллов  |                                 |
| 6 баллов  |                                 |
| 5 баллов  | - Италия - Хорватия - Швейцария |
| 4 балла   |                                 |
| 3 балла   | - Австрия - Мальта              |
| 2 балла   |                                 |
| 1 балл    | - Венгрия                       |

| Очки      | Страна               |
| --------- | -------------------- |
| 12 баллов | Турция               |
| 10 баллов | Великобритания       |
| 8 баллов  | Ирландия             |
| 7 баллов  | Эстония              |
| 6 баллов  | Польша               |
| 5 баллов  | Кипр                 |
| 4 балла   | Италия               |
| 3 балла   | Босния и Герцеговина |
| 2 балла   | Испания              |
| 1 балл    | Хорватия             |